# 敘斯巴赫河 (阿勒河支流)
47°29′02″N 8°11′59″E / 47.483992°N 8.199825°E

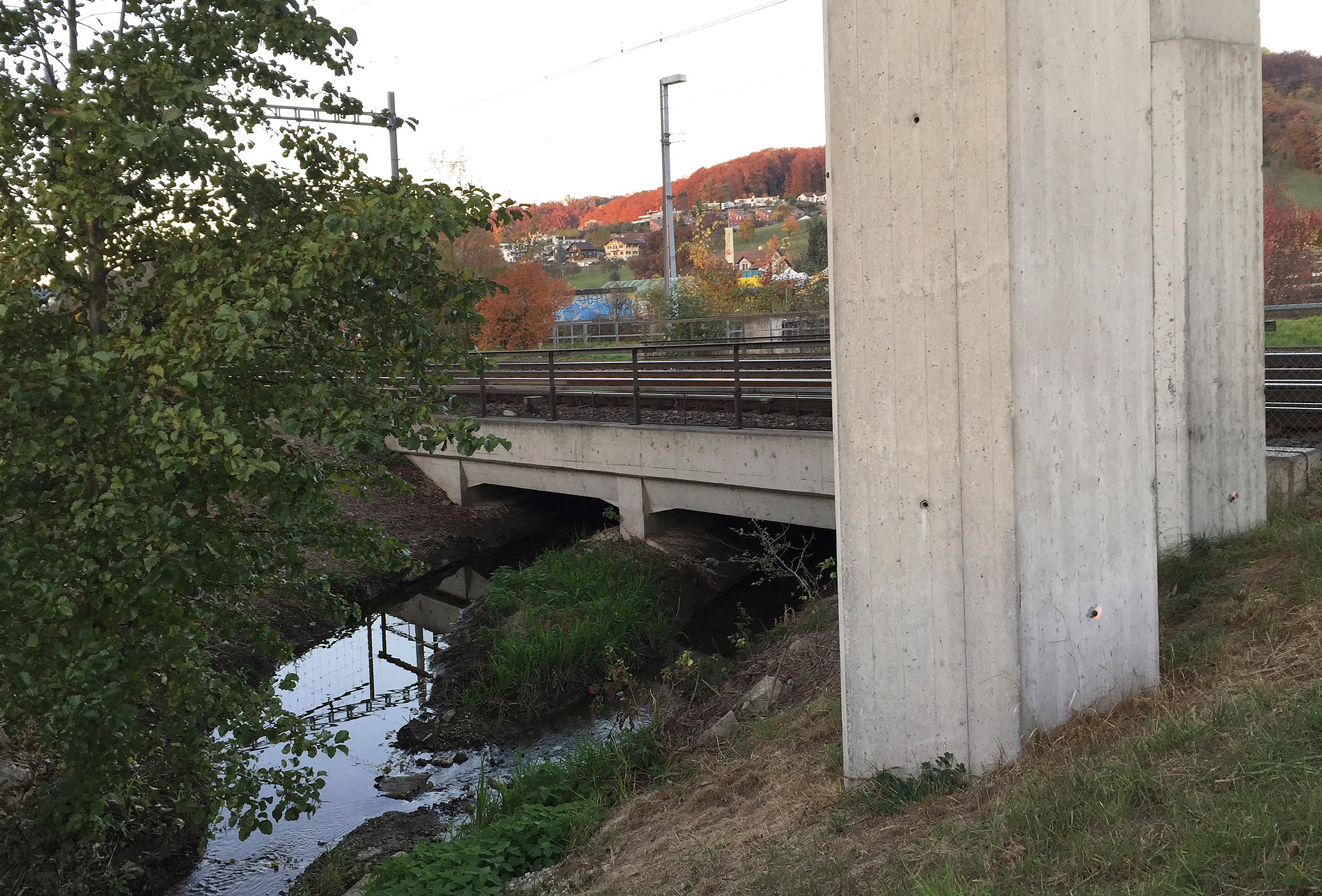

敘斯巴赫河是瑞士的河流，位於該國北部，流經阿爾高州，屬於阿勒河的右支流，河道全長6.3公里，發源自舍茨，河口處在布魯格。